# Mikael Ljungberg
Mikael Ljungberg (* 13. června 1970 – 17. listopadu 2004) byl švédský zápasník – klasik, olympijský vítěz z roku 2000

## Sportovní kariéra
Zápasení se věnoval od svých 7 let v rodném Mölndalsu na předměstí Göteborg. Na řecko-římský styl se specializoval v 15 letech s přestupem do klubu Örgryte IS Brottning v Göteborgu, kde začínal pod vedením Axela Berglundu. Jeho osobním trenérem byl po celou sportovní kariéru Leo Mylläri. V švédské mužské reprezentaci se pohyboval od roku 1990 ve střední váze do 90 kg. V roce 1992 se kvalifikoval na olympijské hry v Barceloně, kde v závěrečném kole základní skupiny porazil Íránce Hasana Babaka a postoupil do boje o třetí místo proti Giorgi Kokugašvilimu. Vyrovnaný zápas s Koguašvilim prohrál 0:2 na body a obsadil 4. místo.
Od roku 1993 startoval ve vyšší těžké váze do 100 kg. V roce 1994 vynechal sezonu kvůli problémům s pravým ramenem. V roce 2004 známý americký publicista David Wallechinsky, ve své knize "The Complete Book of the Olympics" uvedl, že důvodem jeho absence v roce 1994 byla pozastavená činnost za doping z roku 1993. Za tento výrok se mu následně omluvil osobním dopisem. Kniha byla stažena z oběhu, ale několik set výtisků se s tímto obviněním prodalo. V roce 1996 startoval na olympijských hrách v Atlantě jako úřadující mistr světa. Bez většího zaváhání postoupil pavoukem do semifinále, kde prohrál těsně 1:2 na body s Bělorusem Sergejem Lištvanem. V boji o třetí místo porazil na lopatky Rusa Tejmuraze Edyšerašviliho a získal bronzovou olympijskou medaili.
V roce 2000 startoval na olympijských hrách v Sydney. Po těsné výhře 2:1 na body nad Rumunem Petru Sudureacem postoupil ze základní skupiny z prvního místa do vyřazovacích bojů. V semifinále porazil rozdílem třídy mladého Američana Garretta Lowneye a ve finále nastoupil proti Davitu Saldadzem z Ukrajiny. Vyrovnaný finálový zápas vyhrál 2:1 na body a získal zlatou olympijskou medaili. Po olympijských hrách řešil problémové pravé rameno a místo další operace se rozhodl ukončit sportovní kariéru.
Věnoval se trenérské práci, ale povrcholový život ho nenaplňoval. Trpěl depresemi, které se prohloubily po smrti matky a rozvodu s manželkou. K psychické pohodě mu nepomohlo nařčení z dopingu od známého autora. Na podzim 2004 spáchal sebevraždu.

## Výsledky
| Turnaj             | 1988 | 1989 | 1990 | 1991 | 1992 | 1993 | 1994 | 1995 | 1996 | 1997 | 1998 | 1999 | 2000 |
| Turnaj             | 18   | 19   | 20   | 21   | 22   | 23   | 24   | 25   | 26   | 27   | 28   | 29   | 30   |
| Turnaj             | -90  | -90  | -90  | -90  | -90  | -100 | -100 | -100 | -100 | -97  | -97  | -97  | -97  |
| ------------------ | ---- | ---- | ---- | ---- | ---- | ---- | ---- | ---- | ---- | ---- | ---- | ---- | ---- |
| Olympijské hry     | —    |      |      |      | 4.   |      |      |      | 3.   |      |      |      | 1.   |
| Mistrovství světa  |      | —    | úč.  | úč.  |      | 1.   | —    | 1.   |      | 5.   | úč.  | 3.   |      |
| Mistrovství Evropy | —    | —    | ?    | úč.  | ?    | ?    | —    | 1.   | úč.  | —    | 2.   | 1.   | —    |
| MS nadějí          |      | úč.  |      |      |      |      |      |      |      |      |      |      |      |
| ME nadějí          | —    |      | 1.   |      |      |      |      |      |      |      |      |      |      |
| ME juniorů         | úč.  |      |      |      |      |      |      |      |      |      |      |      |      |